# 南勢湖山 (新北市)
南勢湖山，又名南勢山，是台灣新北市金山區五湖里的一座山峰，位於大崙尾附近，標高323公尺。該山西側為員潭溪支流金包里溪的主流上游南勢溪，東北側為金包里溪支流月眉溪的源流區。
南勢湖山是一座火山，屬於大屯火山群之下的磺嘴山亞群。:137